# Fürstbischöfliches Lyceum (Freising)

Ansicht der Fassade zum Marienplatz (2024)

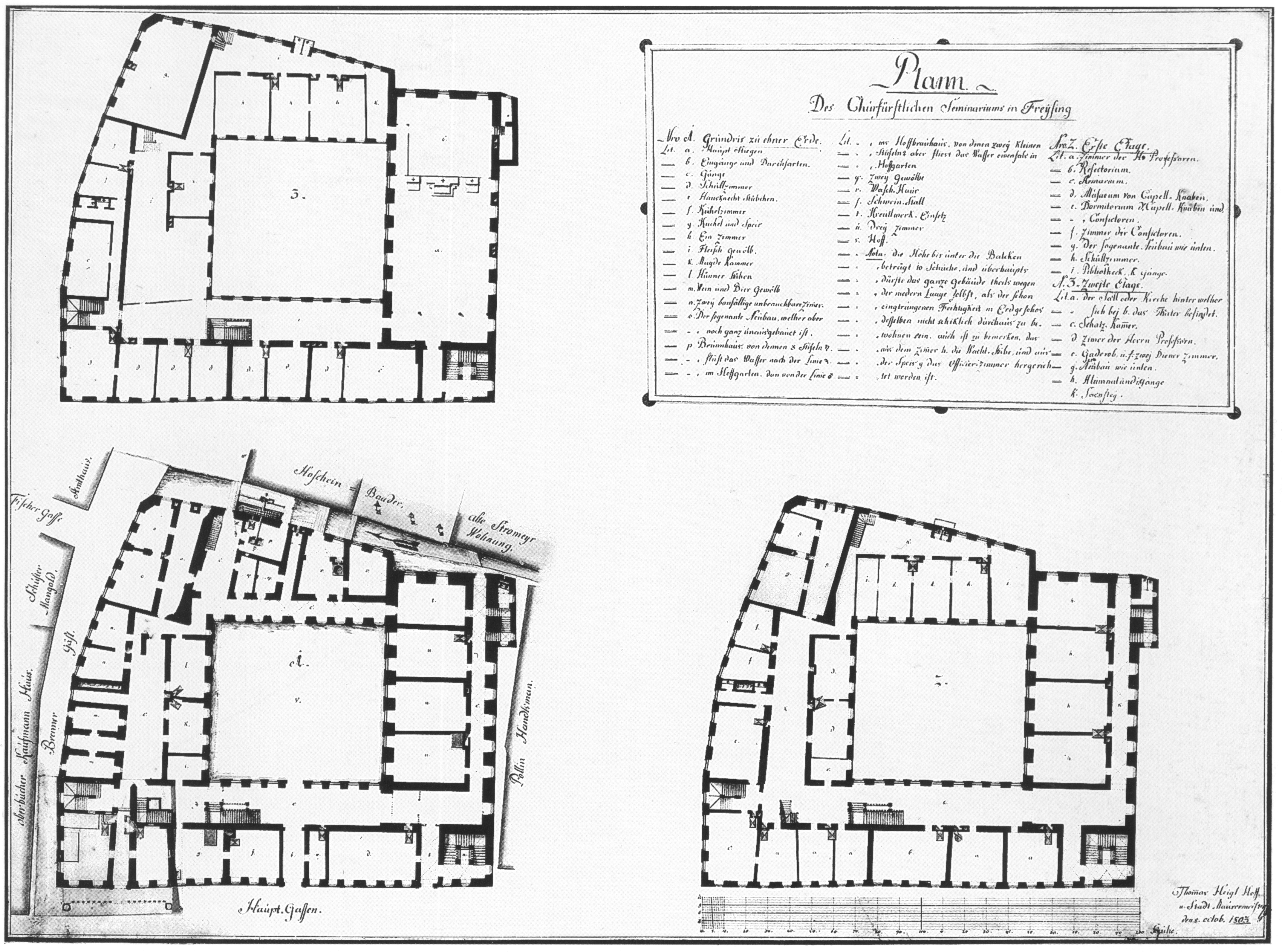
Grundriss von Thomas Heigl (1803)

Ansicht der Gebäuderückseite (2024)

Das ehemalige Fürstbischöfliche Lyceum Freising, heute Asamgebäude, war eine von 1695 bis 1803 bestehende kirchliche Hochschule mit angeschlossenem Gymnasium in Freising. Der auch als Asamgebäude bezeichnete Gebäudekomplex inmitten der Freisinger Altstadt hat sich mit dem historischen Asamsaal bis heute erhalten.

## Geschichte
Forderungen nach der Einrichtung eines Seminars bzw. Ansätze zu seiner Gründung gehen noch bis in das späte 16. Jahrhundert zurück. Die Hochschule und das angeschlossene Gymnasium wurden letztlich 1695 vom Freisinger Fürstbischof Johann Franz Eckher von Kapfing und Liechteneck am Marienplatz begründet. Das Lyzeum wurde von den Benediktinern betreut. Im 18. Jahrhundert stieg die Zahl der Studenten von ca. 100 bis auf 900 Mitte des Jahrhunderts an. 1797 betrug die Schülerzahl nur noch 168. Mit der Mediatisierung des Hochstiftes Freising 1802/03 und den damit einhergehenden Säkularisationsmaßnahmen kam es auch zur Schließung des Freisinger Lyzeums.
Das Gebäude ist ein barocker Vierflügelbau mit langer Straßenfront, er wurde um 1695 wohl von Antonio Riva begonnen. Der Westflügel stammt von 1707 bis 1709, der Ostflügel von 1737. Ab 1764 wurde der Südflügel erbaut. Im Westflügel befindet sich der Asamsaal mit den 1711 entstandenen Deckengemälden von Hans Georg Asam und Stuck von Nikolaus Liechtenfurtner. Die Säkularisation des Hochstiftes Freising im Jahr 1802 brachte das Ende dieser Hochschule. 1834 entstand zwar ein neues, nun Königlich Bayerisches Lyceum in Freising, das 1923 in Philosophisch-theologische Hochschule Freising umbenannt wurde. Diese bestand bis 1969, ihr Sitz befand sich jedoch im ehemaligen Marstall auf dem Domberg.
Nach der Säkularisation wurde der Gebäudekomplex zunächst für verschiedene Schulen genutzt, die den Asamsaal als Studienkirche verwendeten. Ab 1838 hatte das Appellationsgericht Freising hier seinen Sitz. Dieses baute den Saal um (Einzug einer Zwischendecke und einer Quermauer) und nutzte den Saal als Gerichtssaal. Ab 1862 wurde er von der Realschule als Turnraum benutzt. 1949 wurde der Saal durch den Ausbau der Wand und der Zwischendecke wieder nutzbar und das Deckengemälde saniert.
Der Gebäudetrakt ist heute im Besitz der Stadt Freising. Der als „Asamtheater“ genutzte Asamsaal wurde 1975 komplett renoviert und dabei der Westflügel um 7 Meter über die Moosach verlängert, um die Bühnenfläche zu erweitern. Der Saal wird auch für Konzerte, Vorträge und Festakte verwendet. 1977/78 wurde die Hauptfassade renoviert. Seit 1965 ist in dem Gebäude auch das Stadtmuseum Freising untergebracht.
Bautechnische Untersuchungen ergaben 2014, dass die Stuckdecke des Asamsaals in Freising massive Schäden aufwies. Teile drohen abzustürzen. Die Nutzung des Saales wurde daraufhin gesperrt. Ab 2017 wurde das Gebäude grundlegend saniert. Die Sanierung wird vom Bayerischen Staatsministerium für Wissenschaft und Kunst mit 950.000 Euro unterstützt. Bei der Sanierung wurde Mitte 2020 eine historische Pumpenanlage freigelegt, die bisher nur von Plänen bekannt war; Pumpen dieser Art kannte man bisher nur aus dem norddeutschen Bergbau.
Im März 2024 war die Sanierung in weiten Teilen abgeschlossen. Am 20. Juli 2024 wurden das Asamgebäude und der Asamsaal mit einem Festakt wiedereröffnet. Neue Bestuhlung, verbesserte Akustik und moderne audiovisuelle Anlagen standen nach der Renovierung zur Verfügung. Am 21. Juli 2024 öffnete das das Stadtmuseum Freising. Die siebenjährige Sanierung kostete 64,7 Mio. Euro.

## Baubeschreibung
Das Gebäude ist in der Liste der Baudenkmäler in Freising (Nr. D-1-78-124-133) des Bayerischen Landesamts für Denkmalpflege folgendermaßen beschrieben:
Ehemaliges Fürstbischöfliches Lyceum und Gymnasium: Barocker dreigeschossiger Vierflügelbau mit langer Straßenfront und kleinem Glockenturm, begonnen wohl von Antonio Riva 1695, Westflügel 1707–09, Ostflügel 1737, ab 1764 Südflügel; mit Ausstattung.

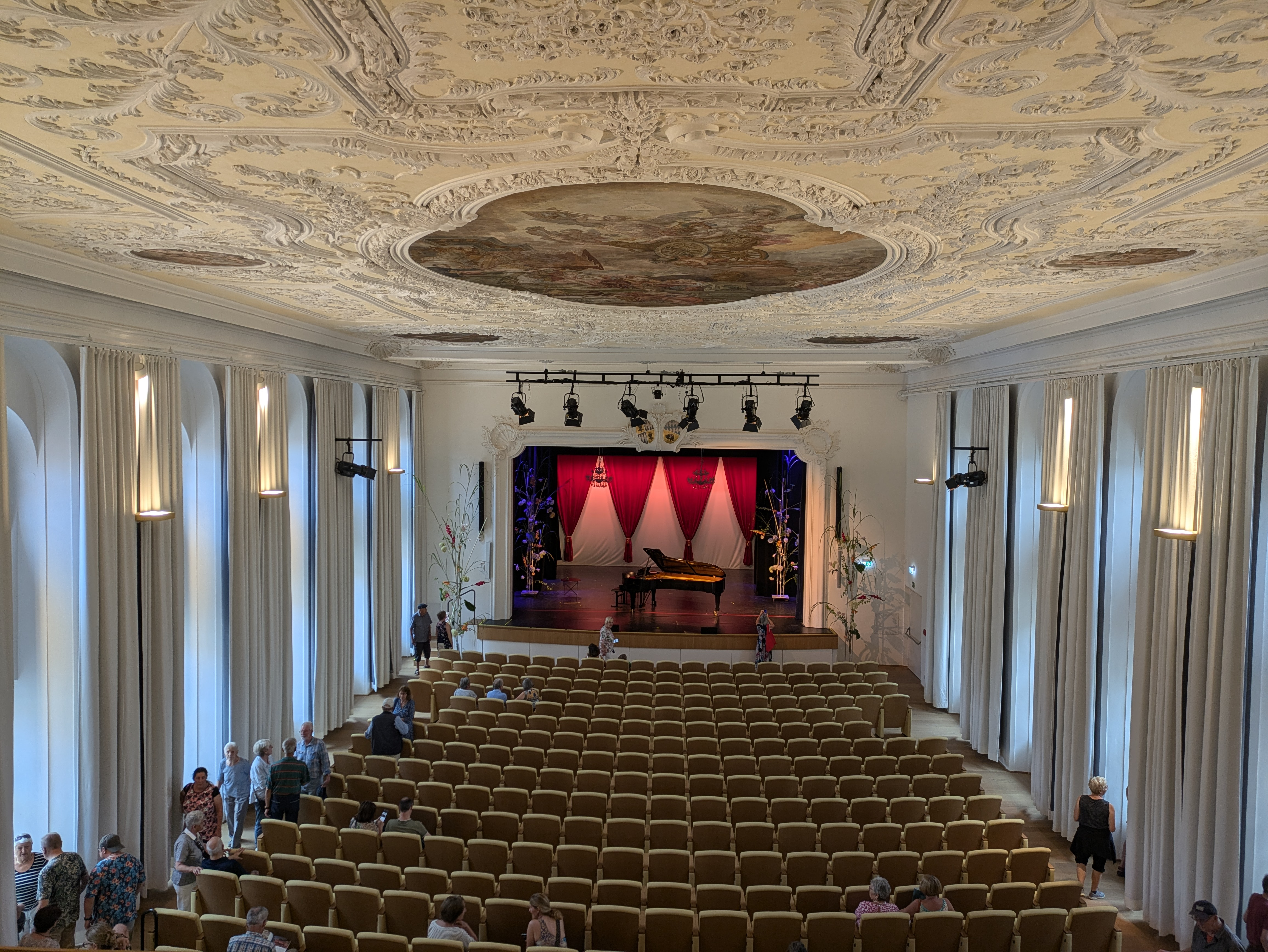
Asamsaal – Blick von der Empore

Der berühmte Asamsaal mit den Fresken von Hans Georg Asam war ursprünglich Lyzeumsaula und Studienkirche des Fürstbischöflichen Lyceums und Gymnasiums und wurde ab 1838 als Gerichtssaal und Turnsaal umgenutzt. 1949 wurde der Saal durch den Ausbau der Wand und der Zwischendecke wieder nutzbar und das Deckengemälde saniert. Der Saal wurde zu einem Festsaal umgebaut, zudem sollte er für Theaterzwecke und auch Lichtspiele zur Verfügung stehen. Bei der Renovierung im Jahr 2024 wurden ein zentraler Eingang im Innenhof sowie eine breite Haupttreppe als Zugang zu Heimatmuseum (1. Stock) und Asamsaal (2. Stock) realisiert.

## Persönlichkeiten am Lyceum

### Professoren
- Wolfgang Rinswerger (1658–1721), war Präfekt des Lyceums, Abt von Kloster Michelfeld sowie Schuldramatiker
- Karl Meichelbeck (1669–1734), Freisinger Geschichtsschreiber
- Anselm Meiller (1678–1761), Benediktiner und Geschichtsschreiber
- Ferdinand Rosner (1709–1778), Schöpfer der „Passio nova“ der Oberammergauer Passionsspiele
- Alphons Hafner (1742–1807), Benediktiner, Abt von Ettal, lehrte Theologie und Philosophie
- Basilius Sinner (1745–1827), Benediktiner im Kloster St. Mang in Füssen und Erfinder[13]
- Benedikt Maria von Werkmeister (1745–1827), Benediktiner und Kirchenreformer

### Studenten
- Johann Adam Morasch (1682–1734), deutscher Mediziner und Hochschullehrer
- Honorat Goehl (1733–1802), Abt des Klosters Ottobrunn
- Alphons Hafner (1742–1807), Benediktiner, Abt von Ettal
- Anton Nagel (1742–1812), Geistlicher, Historiker und Dichter
- Lorenz von Westenrieder (1748–1823), Geistlicher, Pädagoge, Historiker und Publizist der Aufklärung
- Johann Michael Hauber (1778–1843), Geistlicher, Schriftsteller und Hofkapellmeister